# Acaricida
Acaricida è un termine generico utilizzato per designare tutte le sostanze capaci di controllare, limitare, respingere o distruggere gli acari, o di opporsi al loro sviluppo.
I prodotti più impiegati appartengono alle famiglie dei solforganici, degli azotorganici, degli stannorganici e a prodotti naturali ed analoghi di sintesi.
Gli acari fitofagi sono un ordine della classe degli aracnidi; sono organismi di piccole e piccolissime dimensioni con corpo segmentato.
L'accentuata specializzazione in agricoltura e l'insorgenza di fenomeni di resistenza, che viene facilitata dall'elevato tasso e dalla peculiarità della riproduzione per partenogenesi, fanno degli acari un problema di difficile soluzione.